# Ojo simple

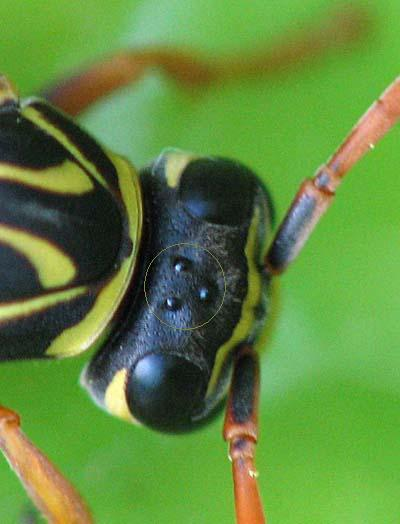
Ejemplo de ocelos en avispa Polistes sp.

Los ojos simples u ocelos son pequeñas estructuras fotorreceptoras presentes en muchos animales, que funcionan como órganos de la visión. El término ocelo procede del latín oculus (ojo) y literalmente significa "ojito".
En los insectos existen dos tipos de ocelos: los ocelos dorsales o simples que se encuentra en las formas adultas de muchos tipos de insectos y los ocelos laterales o stemmata, que existen solamente en las larvas de algunos órdenes. Ambos tipos son muy diferentes estructural y funcionalmente.
Los ojos simples de otros animales como los cnidarios (pólipos y medusas) también son llamados ocelos, pero su estructura y anatomía es totalmente diferente a la del ocelo dorsal de los insectos.

## Ocelos dorsales de los insectos

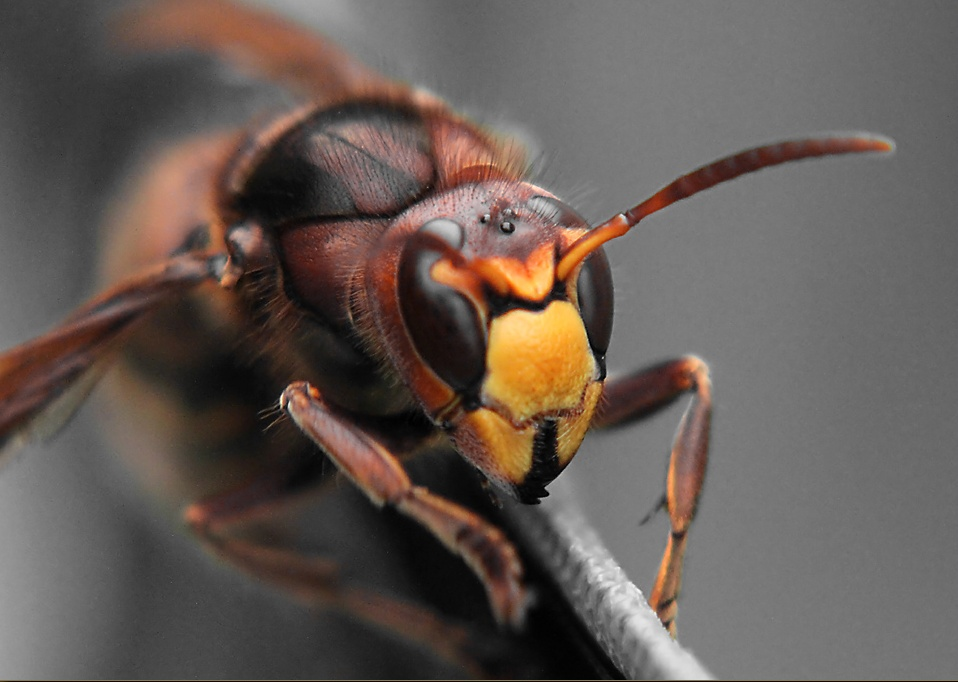
Cabeza de un avispón europeo (Vespa crabro) en la que pueden observarse claramente 3 ocelos.

Cabeza de una mosca: 12 (ocelos) 14 (ojos compuestos).

La mayoría de los insectos tienen un par de ojos compuestos relativamente grandes, localizados dorso-lateralmente en la cabeza. Cada ojo compuesto está formado de un cierto número de unidades llamadas omatidios. 
En adición a los ojos compuestos, la mayoría de los insectos posee tres ojos simples u ocelos localizados en la parte superior de la cabeza, entre los ojos compuestos.
El número forma y función de los ocelos dorsales de los insectos es muy variable. Tienden a ser mayores en los insectos voladores, sobre todo abejas, avispas, libélulas y saltamontes.
Lo más frecuente es que estén presentes en número de tres, dos laterales y uno central, en algunos insectos terrestres como las cucarachas solo existen los dos laterales, estando ausente el central. Téngase en cuenta que estos ocelos laterales son del tipo dorsal y no deben confundirse con los ocelos laterales llamados stemmata que se presentan en algunas formas larvarias.
La estructura de un ocelo dorsal consta de una lente (córnea) y una capa de células fotorreceptoras (bastones). La lente puede estar fuertemente curvada como en las abejas, saltamontes y libélulas o ser plana como en las cucarachas. La capa de células fotorreceptoras puede estar situada inmediatamente tras la lente o separada de ella por un espacio (humor vítreo). El número de células fotorreceptoras también es muy variable, oscila entre varios cientos y algunos miles para los ocelos bien desarrollados.
Existen dos características notables de los ocelos que están presentes en la mayor parte de los órdenes de insectos:
- 1. El poder refractivo de la lente es insuficiente para que se forme una imagen en la capa de células fotorreceptoras.
- 2. Muchas células fotorreceptoras envían la información a una única neurona de segundo nivel en la que convergen.

Estas dos cualidades han llevado a la conclusión de que los ocelos son incapaces de distinguir las formas y que su función consiste en detectar la presencia de luz y su intensidad.
La gran apertura de la lente y su pequeña capacidad de refracción, así como la convergencia de la información generada en pocas neuronas, hacen concluir que los ocelos son más sensibles a la luz que los ojos compuestos. Además el pequeño número de conexiones nerviosas entre las células receptoras y los músculos efectores y el gran tamaño de las neuronas del ocelo que muchas veces son las mayores del sistema nervioso del animal, inducen a creer que la respuesta que proporcionan es más rápida que la del ojo compuesto.

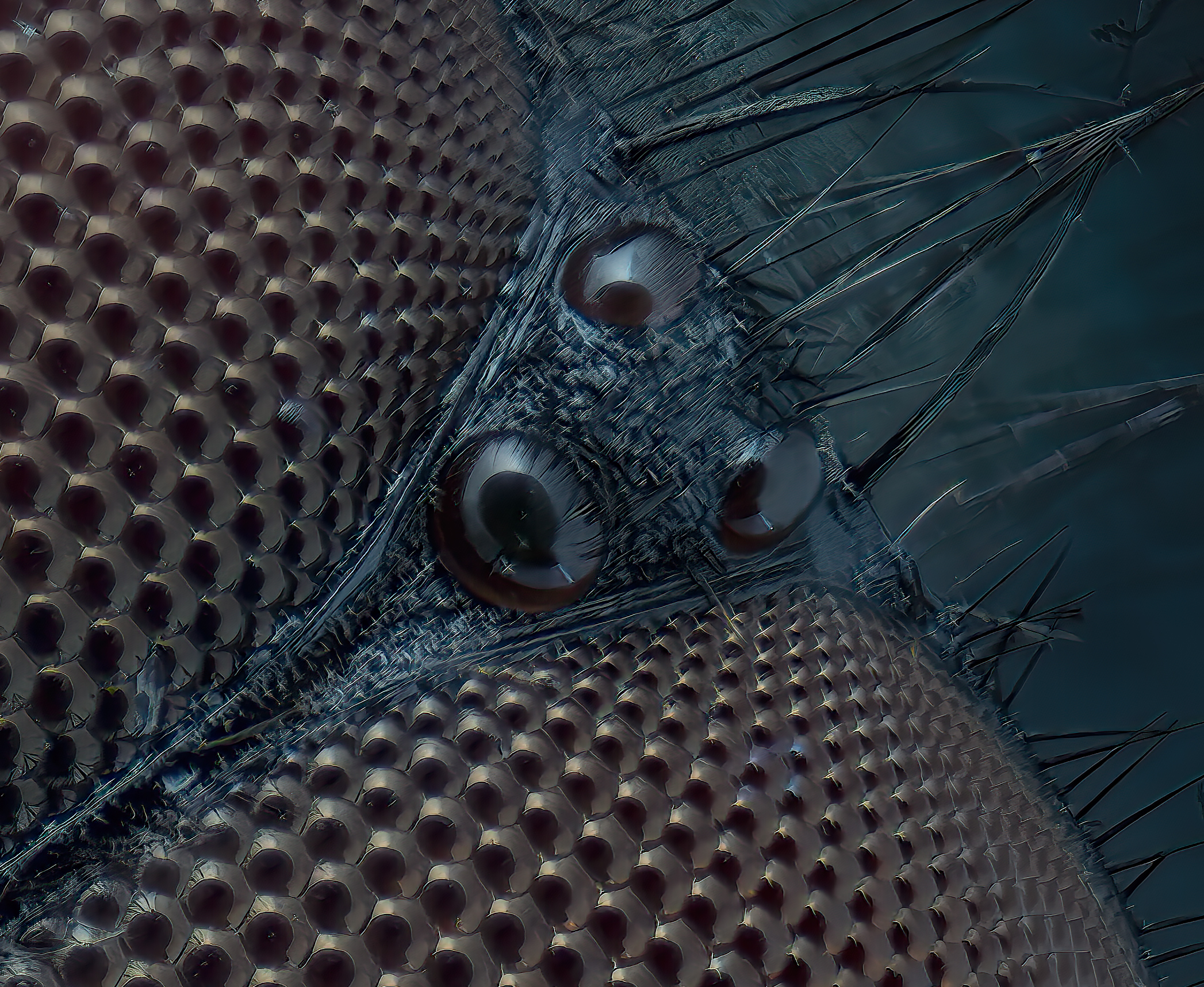
OCELOS_Chrysomya megacephala, detalles

Una de las teorías existentes sobre la función de los ocelos, supone que son utilizados para mantener la estabilidad del vuelo. Se han demostrado correcciones en el vuelo como respuesta a la luz en langostas y libélulas.

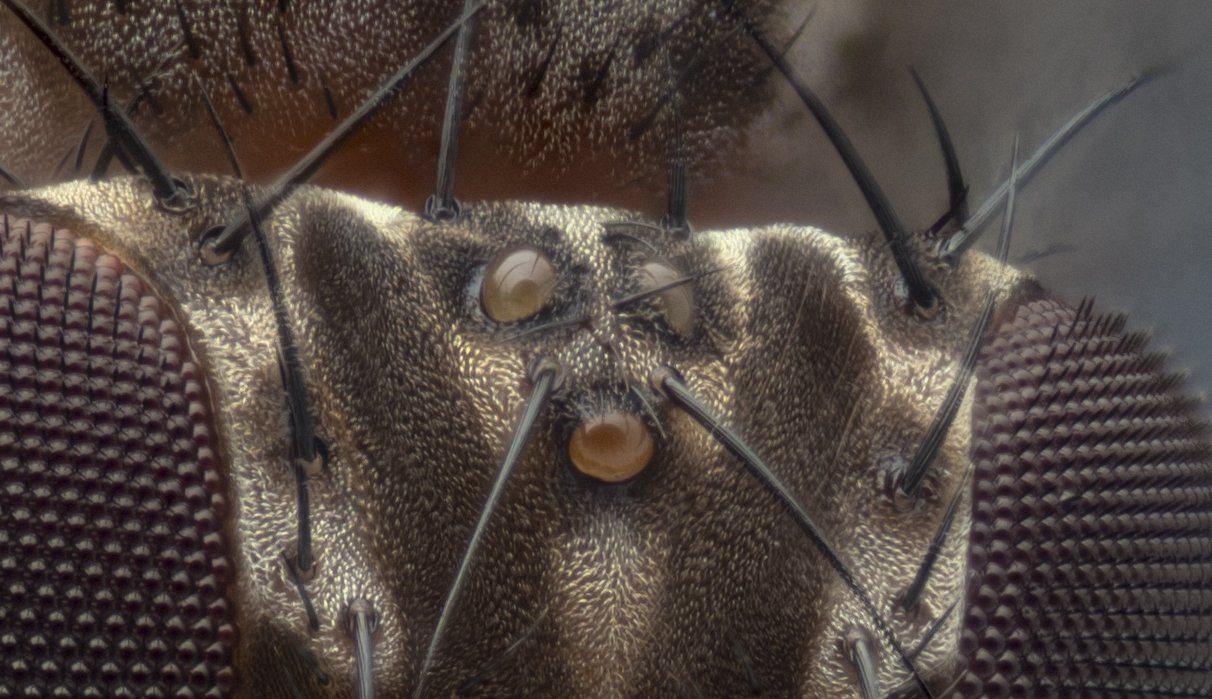
Ocelos en cabeza de mosca

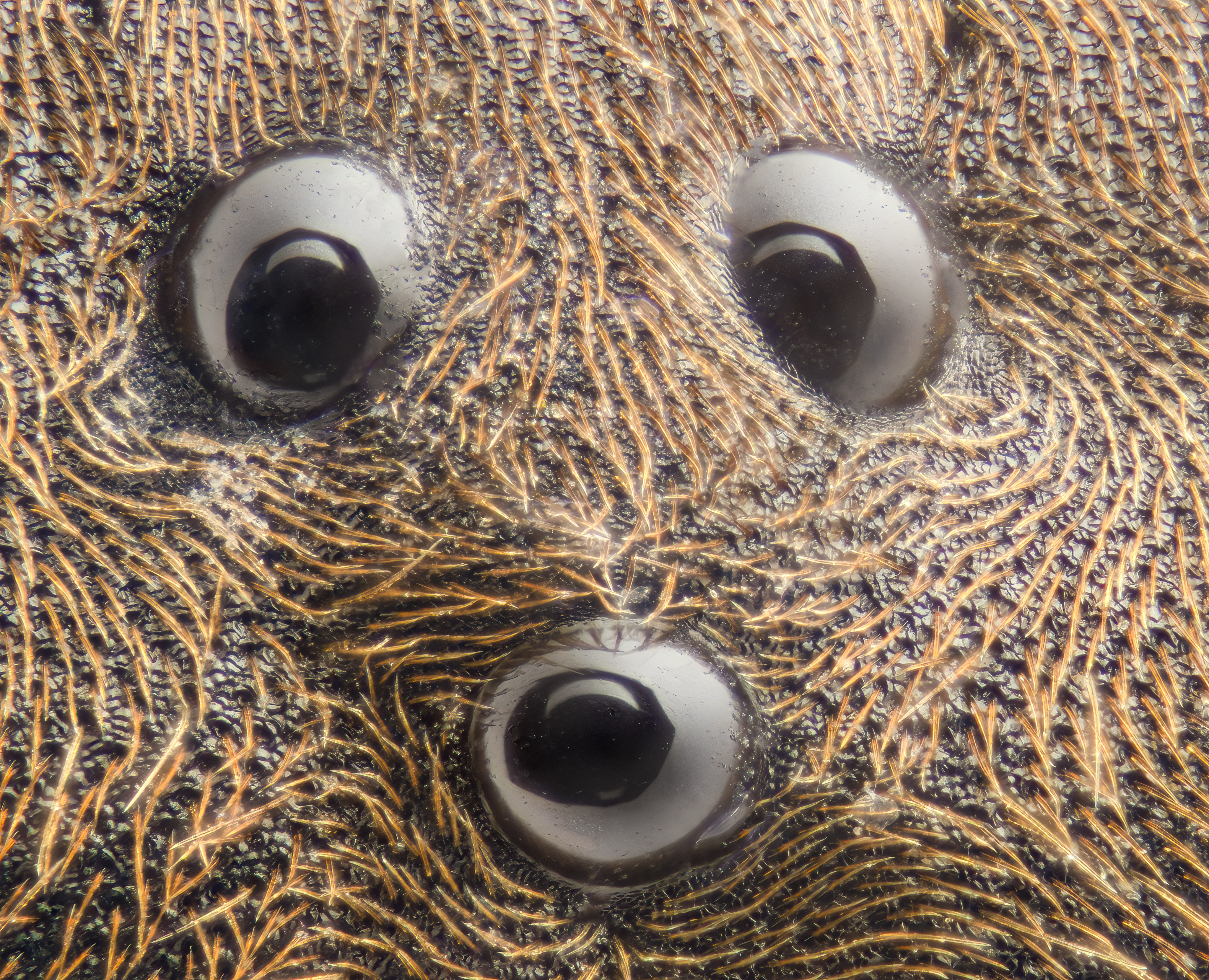
Ocelos de avispa